# Suez Canal Bank
Suez Canal Bank (en árabe بنك قناة السويس) es un banco egipcio con sede en El Cairo. El banco proporciona servicios financieros a clientes individuales y corporativos mediante sus más de 40 sucursales en Egipto y su sucursal en Trípoli, Libia. La oferta incluye banca de inversión, comercio internacional, tarjetas de crédito, servicios financieros y banca islámica.
A 2015, el capital del banco era de 2000 millones de libras egipcias (£E), y registró un beneficio de £E 195 millones. Es uno de los bancos más antiguos en el sector privado egipcio.

## Historia
El Suez Canal Bank fue fundado en 1978 en Ismailía, una ciudad en el este de Egipto, con un capital autorizado de £E 10 millones. En 1982, la compañía ofreció su oferta pública de venta en la bolsa egipcia. La compañía abrió una sucursal de banca islámica en Dokki en 1983. En 1998, la compañía fue actualizada a £E 500 millones de capital autorizado. La primera oficina extranjera fue abierta en Trípoli en 2002. En 2007, el capital fue elevado una vez más a £E 2000 millones.
El banco fue establecido como sociedad por acciones en 1978 según a Ley N.º 43 (Infitah de 1974). 

## Accionistas
- Arab International Bank (41,48%)
- Libyan Foreign Bank (27,21%)
- Fondo de Pensiones de los Empleados de la Autoridad del Canal de Suez (10,11%)
- Arab Financial Investments Company (2,50%)
- Oferta circulante abierta en la bolsa de Egipto (18,20%)[2]